# Les Lapins Superstars
 (décembre 2021).
Pour les articles homonymes, voir Lapin (homonymie).
Les Lapins Superstars sont un brass band ou fanfare française, originaire de Paris, formé en 2007, et composé de plus de 20 hommes et femmes.

## Style musical
Le répertoire du groupe s'étend du jazz au funk en passant par l'afrobeat, la salsa, le reggae, le hip-hop et le rap. Les artistes réunissent ainsi les influences les plus diverses du passé et du présent, les sections de cuivres du groupe rencontrent le rap et les rythmes hip-hop, les sons à large spectre se mêlent aux envolées expressives des solistes. Les musiciens sont spécialistes de l'improvisation.

## Représentations
Les Lapins Superstars jouent à différentes occasions, souvent en concerts libres, et dans les lieux les plus divers : dans la rue, les bars, les salles de concert, les festivals, etc. non seulement en France, mais aussi dans toute l'Europe et en partie aussi outre-mer : Colombie, Canada, Irlande, Espagne, Portugal, Autriche, Belgique, Angleterre, Italie, Pays-Bas, Russie, Allemagne, Croatie, Serbie, et Slovénie.
Lors de leur participation à la fête de la Saint-Patrick à Dublin en 2011, le groupe reçoit deux prix pour le « meilleur groupe adulte » et le « meilleur esprit de parade » - en tant que meilleur groupe adulte et meilleur tempérament avec la meilleure ambiance de la parade. Leur prestation lors de la semaine internationale de jazz de Burghausen en 2016 a également été diffusée sur ARD-alpha.

## Distribution
Situation en 2016 : 4 trompettes, 4 trombones, 8 saxophones, 3 tubas, 1 soubassophone, 1 gros tambour, 1 petit tambour 1 conga/bongo

## Discographie
- Let's Kick It !
- Les Matins Superstars

## Distinctions
- 2011 : Fête de la Saint-Patrick (Dublin) : « meilleur groupe adulte » et « meilleur esprit de parade »[2].